# Thomas Walker Arnold

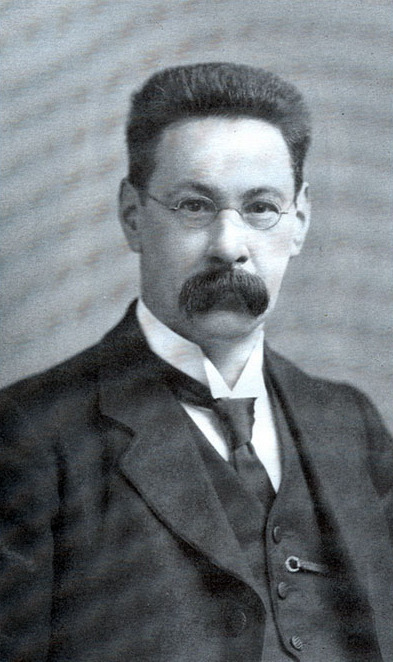
Thomas Walker Arnold

Sir Thomas Walker Arnold (* 19. April 1864 in London; † 9. Juni 1930 ebenda) war ein britischer Orientalist, Religionshistoriker und Kunsthistoriker für Islamische Kunst. Am bekanntesten ist sein Werk: The Preaching of Islam: A History of the Propagation of the Muslim Faith, „eine Geschichte der Verbreitung des muslimischen Glaubens“.

## Leben
Als Sohn eines Geschäftsmannes erhielt er ein Stipendium für das Magdalene College in Cambridge, wo er zunächst klassische Sprachen studierte, sich dann aber bald der Orientalistik zuwandte. Mit 24 Jahren wurde er Lehrer für Philosophie am Muhammedan Anglo-Oriental College in Aligarh, damals in Britisch-Indien, behielt diese Stelle während der folgenden zehn Jahre und bemühte sich in Zusammenarbeit mit führenden einheimischen Muslimen, darunter Sayyid Ahmad Khan und Muhammad Iqbal, um eine Reform des Islams. 1898 zog er nach Lahore, wurde Professor für Philosophie am dortigen Government College und später Dekan der Fakultät für Orientalistik an der Universität des Punjab. Nach seiner Rückkehr nach England 1904 wurde er zunächst Ausbildungsberater für indische Studenten. Von 1917 bis 1920 war er Berater des Staatssekretärs für Indien, anschließend von 1921 bis zu seinem Tode Professor für Arabistik und Islamwissenschaft an der London University. Er wurde der erste englische Redakteur der Erstausgabe der Encyclopaedia of Islam.
1912 wurde er als Companion des Order of the Indian Empire (CIE) ausgezeichnet und 1921 als Knight Bachelor geadelt.

## Werke
- The preaching of Islam: a history of the propagation of the Muslim faith. A. Constable and co., London 1896, 1913, 1935. Digitalisat der 2. Auflage
- The Caliphate, Oxford 1924. Neuausgabe mit einem Zusatzkapitel von Sylvia G. Haim. Routledge and Kegan Paul, London 1965.
- The Old and New Testaments in Muslim Religious Art (Schweich Lectures on Biblical Archaeology 1928.)
- Painting in Islam, A Study of the Place of Pictorial Art in Muslim Culture (1928, Neudruck 1965)
- (mit Alfred Guillaume, Hrsg.): The Legacy of Islam. 1931 Digitalisat